# Chavarriella semiornata
Chavarriella semiornata är en fjärilsart som beskrevs av W. Warren 1901. Chavarriella semiornata ingår i släktet Chavarriella och familjen mätare. Inga underarter finns listade i Catalogue of Life.